# Lonnie Eggleston
Lonnie J. Eggleston (Dodd City, 8 giugno 1918 – Oklahoma City, 10 luglio 1998) è stato un cestista statunitense, professionista nella PBLA e nella BAA.

## Carriera
Dopo la carriera universitaria alla Oklahoma State University, disputò 2 partite nella BAA con i St. Louis Bombers nel 1948-49, segnando 4 punti.